# Zeyk Károly
Zeykfalvi Zeyk Károly (Nagyenyed, 1848. augusztus 31. – Kolozsvár, 1924. október 11.) főispán, országgyűlési képviselő, Tisza Etelka műfordító férje.

## Élete
Zeyk Dániel kormánytanácsos és báró Vay Kata fia. A gimnáziumot szülővárosában, a jogot a budapesti egyetemen végezte. Tanulmányainak végezte után a hivatali pályára lépett, amelyet mint tiszteleti segédfogalmazó a belügyminisztériumban kezdett meg. E pályán négy évet töltött; majd visszavonult erdélyi birtokaira és gazdasággal foglalkozott, 1875–1885 között Alsó-Fehér vármegye főispánja volt[forrás?]. Mandátumot mint szabadelvű képviselő Kolozs vármegye kolozsi kerületében 1885-ben nyert. Ezt követően többször megválasztották képviselőnek, 1910-ben munkapárti programmal. A közlekedési bizottság tagja volt. Jókai Mór 1884. október 20-án, amikor átutazott Enyeden, Zeyk Károly főispán vendége volt. 1893. május 27-én Mezőnagycsánon feleségül vette Tisza Etelkát. Elhunyt 1924. október 11-én, örök nyugalomra helyezték a kolozsvári köztemetőben 1924. október 13-án. Országgyűlési beszédei a Naplóban vannak.